# Futbol'nyj Klub Dynamo Kyïv 2020-2021
Questa voce raccoglie le informazioni riguardanti il Futbol'nyj Klub Dynamo Kyïv, meglio conosciuta come Dinamo Kiev, nelle competizioni ufficiali della stagione 2020-2021.

## Stagione
La squadra è allenata dal rumeno Mircea Lucescu, fortemente criticato dai sostenitori del club per i suoi trascorsi nello Šachtar. Il 21 agosto la Dinamo Kiev esordisce in campionato in casa dell'Olimpik Donec'k, vincendo per 4-1. Il 25 agosto, per il settimo anno consecutivo, la Dinamo sfida in Supercoppa d'Ucraina lo Šachtar vincendo il primo trofeo stagionale col risultato di 3-1. Il 15 settembre gli ucraini affrontano la squadra olandese dell'AZ Alkmaar nella gara valida per il terzo turno di qualificazione alla Champions League, vincendo per 2-0. Il 29 settembre, con un risultato complessivo di 5-1, la Dinamo Kiev supera i play-off di qualificazione in Champions League battendo i belgi del Gent.
Il 1º ottobre a Ginevra ha luogo il sorteggio dei gironi di Champions League che vede impegnato il club nel gruppo G con i campioni d'Italia della Juventus, gli spagnoli del Barcellona e i campioni d'Ungheria del Ferencváros. L'esordio in Champions League, in casa contro la Juventus, non sorride agli ucraini che subiscono la prima sconfitta stagionale (0-2). L'8 novembre la Dinamo perde l'imbattibilità in campionato, per 0-3, contro i rivali dello Šachtar dovendo rinunciare a 12 giocatori colpiti da COVID-19. L'8 dicembre 2020, grazie alla vittoria per 1-0 contro il Ferencvaros, la Dinamo Kiev si qualifica terza nel girone di Champions e approda ai sedicesimi di finale di Europa League.
Il 12 dicembre si conclude il girone di andata del campionato ucraino, con la Dinamo che pareggia in casa per 2-2 col Kolos Kovalivka mantenendo il primo posto. Il 25 febbraio, con la vittoria complessiva per 2-1 contro i belgi del Club Bruges, la Dinamo Kiev supera i sedicesimi di finale di Europa League. Il 3 marzo, grazie alla vittoria per 4-3 ai tiri di rigore contro il Kolos dopo che il match si era concluso a reti inviolate, la Dinamo supera i quarti di finale di coppa nazionale.
Il 18 marzo, con la sconfitta complessiva per 4-0 contro gli spagnoli del Villarreal (futuri vincitori della competizione), la Dinamo Kiev viene eliminata agli ottavi di finale di Europa League. Le partite di andata e ritorno col Dnipro-1, rispettivamente 31 ottobre e 10 aprile, si sono svolte a campi invertiti rispetto al sorteggio iniziale. Il 17 aprile la Dinamo si aggiudica il derby d'Ucraina per 1-0, distanziando lo Šachtar di 10 punti a quattro giornate dalla fine. Il 21 aprile, con la vittoria esterna per 3-0 sull'Ahrobiznes Voločys'k, la squadra di Lucescu raggiunge la finale di Coppa di Ucraina.
Il 25 aprile la Dinamo Kiev vince con tre giornate di anticipo il suo sedicesimo titolo di campione di Ucraina, battendo per 5-0 l'Inhulec'. Il 9 maggio si conclude il campionato della Dinamo, con la squadra di Lucescu (ancora contestato nonostante il titolo ottenuto) che vince l'ultima giornata 3-0 in casa del Kolos. La stagione della Dinamo di Kiev si conclude il 13 maggio con la vittoria della coppa nazionale per 1-0 ai tempi supplementari contro lo Zorja.

## Maglie e sponsor
Lo sponsor tecnico per la stagione 2020-2021 è New Balance, mentre gli sponsor ufficiali sono FavBet, presente con un piccolo logo nella parte superiore dello stemma e con una scritta più grande sul retro sotto il numero di maglia, e ABank24, presente al centro sul fronte della divisa. La prima maglia, prevalentemente bianca, ha striscioline orizzontali blu su tutto il corpo e non ha colletto. Sul petto da sinistra a destra sono impressi lo stemma della Dinamo Kiev, la bandiera dell'Ucraina e il simbolo della New Balance. Il secondo equipaggiamento è completamente blu, con striature azzurre verticali lungo tutto il corpo. La divisa non ha colletto ma un bordino bianco intorno al collo. Su entrambe le maglie è incisa la sigla FCDK sul retro del colletto.
|  | Casa |  | Trasferta |  | Terza maglia |

## Organigramma societario
Dal sito internet ufficiale della società.
Area direttiva
- Presidente: Ihor Surkis
- Primo Vicepresidente: Vitalii Sivkov
- Direttore generale: Rezo Chokhonelidze
- Direttore sportivo: Volodymyr Bezsonov
- Vicepresidenti: Leonid Aškenazi, Oleksij Palamarčuk, Mychajlo Petrošenko, Oleksij Semenenko, Andrij Madzjanovs'kyj, Jevgen Krasnikov

Area tecnica
- Allenatore: Mircea Lucescu
- Allenatore in seconda: Diego Longo
- Assistenti: Emil Caras, Oleh Husjev, Ognjen Vukojević
- Preparatore dei portieri: Mychajlo Mychajlov
- Preparatori atletici: Vitalij Kulyba, Volodymyr Jarmošuk
- Coordinatore settore giovanile: Marcos Guillermo Samso

Area sanitaria
- Fisioterapisti: Volodymyr Maljuta, Leonid Myronov, Andrij Šmorhun
- Staff medico: Serhij Kravčenko, Andrij Soldatkin, Andrij Sobčenko, Anatolij Sosinovyč, Vasyl' Jaščenko

Area marketing
- Gruppo analitico: Olexandr Kozlov, Anatolij Kroščenko

Area amministrativa
- Amministrazione: Olexandr Lemiško, Viktor Kašpur, Anatolij Paškovs'kyj, Pylyp Repetylo

Area Scout
- Osservatore: Oleksandr Zavarov

## Rosa

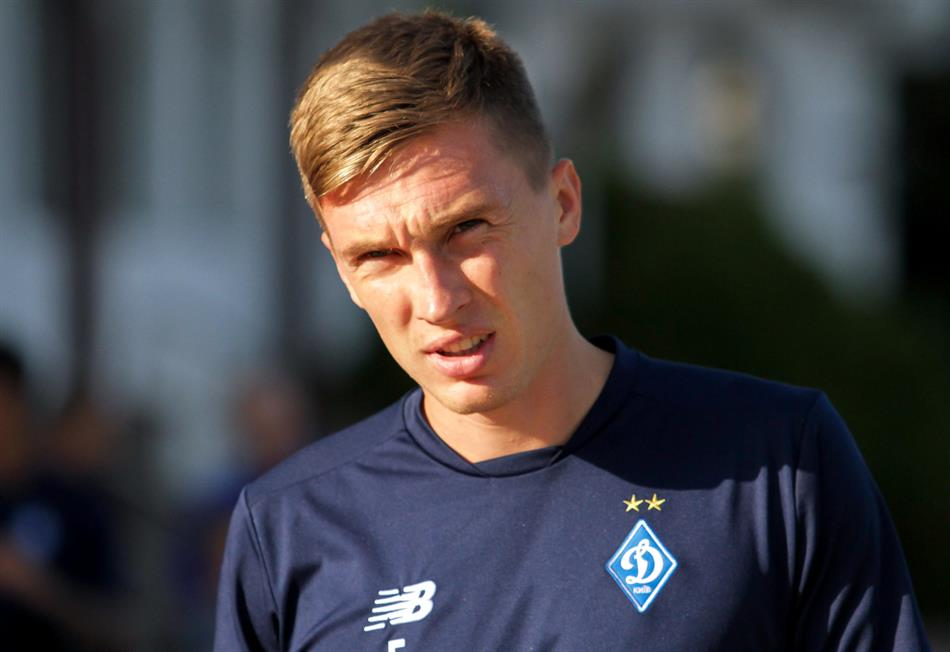
Serhij Sydorčuk, alla sua nona stagione con la Dinamo Kiev, è il capitano della squadra

Rosa e numerazione, tratte dal sito ufficiale della Dynamo Kyïv.
| N. |                       | Ruolo | Calciatore                 |
| -- | --------------------- | ----- | -------------------------- |
| 1  | Ucraina (bandiera)    | P     | Heorhij Buščan             |
| 4  | Ucraina (bandiera)    | D     | Denys Popov                |
| 5  | Ucraina (bandiera)    | C     | Serhij Sydorčuk (capitano) |
| 6  | Romania (bandiera)    | D     | Tudor Băluță               |
| 7  | Slovacchia (bandiera) | C     | Benjamin Verbič            |
| 8  | Ucraina (bandiera)    | C     | Volodymyr Šepeljev         |
| 9  | Spagna (bandiera)     | A     | Fran Sol                   |
| 10 | Ucraina (bandiera)    | C     | Mykola Šaparenko           |
| 11 | Ucraina (bandiera)    | C     | Heorhij Citaišvili         |
| 13 | Ucraina (bandiera)    | D     | Artem Šabanov              |
| 14 | Uruguay (bandiera)    | C     | Carlos de Pena             |
| 15 | Ucraina (bandiera)    | C     | Viktor Cyhankov            |
| 16 | Ucraina (bandiera)    | D     | Vitalij Mykolenko          |
| 17 | Ucraina (bandiera)    | C     | Bohdan Ljednjev            |
| 18 | Ucraina (bandiera)    | C     | Oleksandr Andrijevs'kyj    |
| 19 | Ucraina (bandiera)    | C     | Denys Harmaš               |
| 20 | Ucraina (bandiera)    | C     | Oleksandr Karavajev        |

| N. |                        | Ruolo | Calciatore          |
| -- | ---------------------- | ----- | ------------------- |
| 21 | Ucraina (bandiera)     | A     | Artem Kravec'       |
| 21 | Ucraina (bandiera)     | D     | Volodymyr Kostevyč  |
| 22 | Lussemburgo (bandiera) | A     | Gerson Rodrigues    |
| 23 | Brasile (bandiera)     | D     | Sidcley             |
| 24 | Ucraina (bandiera)     | D     | Oleksandr Tymčyk    |
| 25 | Ucraina (bandiera)     | D     | Illja Zabarnyj      |
| 26 | Ucraina (bandiera)     | D     | Mykyta Burda        |
| 27 | Brasile (bandiera)     | A     | Clayton             |
| 29 | Ucraina (bandiera)     | C     | Vitalij Bujal's'kij |
| 34 | Ucraina (bandiera)     | D     | Oleksandr Syrota    |
| 35 | Ucraina (bandiera)     | P     | Ruslan Neščeret     |
| 41 | Ucraina (bandiera)     | A     | Artem Bjesjedin     |
| 70 | Ucraina (bandiera)     | A     | Nazarij Rusyn       |
| 71 | Ucraina (bandiera)     | P     | Denys Bojko         |
| 89 | Ucraina (bandiera)     | A     | Vladyslav Suprjaha  |
| 94 | Polonia (bandiera)     | D     | Tomasz Kędziora     |
| 99 | Danimarca (bandiera)   | C     | Mikkel Duelund      |

## Calciomercato

### Sessione estiva
| Acquisti         | Acquisti           | Acquisti         | Acquisti      |
| R.               | Nome               | da               | Modalità      |
| ---------------- | ------------------ | ---------------- | ------------- |
| D                | Tudor Băluță       | Brighton         | prestito      |
| D                | Volodymyr Kostevyč | Lech Poznań      | gratuito      |
| A                | Clayton            | Atlético Mineiro | gratuito      |
| A                | Artem Kravec'      | Kayserispor      | gratuito      |
| Altre operazioni |                    |                  |               |
| R.               | Nome               | da               | Modalità      |
| D                | Oleksandr Tymčyk   | Zorja            | fine prestito |
| D                | Roman Vantuch      | Oleksandrija     | fine prestito |
| C                | Achmed Alibekov    | Slovan Liberec   | fine prestito |
| C                | Serhij Buleca      | Dnipro-1         | fine prestito |
| C                | Denys Harmaš       | Çaykur Rizespor  | fine prestito |
| C                | Mikita Korzun      | Vilafranquense   | fine prestito |
| C                | Mykyta Kravčenko   | Olimpik Donec'k  | fine prestito |
| C                | Bohdan Ljednjev    | Zorja            | fine prestito |
| A                | Gerson Rodrigues   | Ankaragücü       | fine prestito |
| A                | Vladyslav Suprjaha | Dnipro-1         | fine prestito |

| Cessioni         | Cessioni           | Cessioni          | Cessioni   |
| R.               | Nome               | a                 | Modalità   |
| ---------------- | ------------------ | ----------------- | ---------- |
| D                | Josip Pivarić      |                   | svincolato |
| C                | Benito             | Olimpik Donec'k   | prestito   |
| A                | Fran Sol           | Tenerife          | prestito   |
| A                | Ibrahim Kargbo Jr. | Olimpik Donec'k   | prestito   |
| A                | Artem Kravec'      |                   | svincolato |
| Altre operazioni |                    |                   |            |
| R.               | Nome               | a                 | Modalità   |
| P                | Vladyslav Kučeruk  | Kolos Kovalivka   | prestito   |
| D                | Vladyslav Dubinčak | Dnipro-1          | prestito   |
| D                | Roman Vantuch      | Oleksandrija      | prestito   |
| C                | Achmed Alibekov    | Ufa               | prestito   |
| C                | Serhij Buleca      | Dnipro-1          | prestito   |
| C                | Mikita Korzun      | Šachcër Salihorsk | ?          |
| C                | Mykyta Kravčenko   | Kolos Kovalivka   | prestito   |

### Sessione invernale
| Acquisti         | Acquisti              | Acquisti     | Acquisti      |
| R.               | Nome                  | da           | Modalità      |
| ---------------- | --------------------- | ------------ | ------------- |
| D                | Sidcley               | Corinthians  | fine prestito |
| Altre operazioni |                       |              |               |
| R.               | Nome                  | da           | Modalità      |
| C                | Achmed Alibekov       | Ufa          | fine prestito |
| C                | Abdul Kadiri Mohammed | Arsenal Tula | fine prestito |

| Cessioni         | Cessioni           | Cessioni       | Cessioni |
| R.               | Nome               | a              | Modalità |
| ---------------- | ------------------ | -------------- | -------- |
| D                | Artem Šabanov      | Legia Varsavia | prestito |
| C                | Heorhij Citaišvili | Vorskla        | prestito |
| Altre operazioni |                    |                |          |
| R.               | Nome               | a              | Modalità |
| A                | Nazarij Rusyn      | Legia Varsavia | prestito |

## Risultati

### Prem"jer-liha

#### Girone di andata
| Arbitro: | Kozyrjac'kyj (Zaporižžja) |

|              |           |                                                                |
| Politylo 23’ | Marcatori | 8’ Bujal's'kij 16’ (aut.) Zavijs'kyj 56’ Suprjaha 87’ Cyhankov |

| Kiev 11 settembre 2020, ore 19:00 EEST 2ª giornata | Dinamo Kiev       | 0 – 0 referto | Desna Černihiv | Stadio Olimpico (0 spett.)\| Arbitro: \| Paschal (Cherson) \| |
| Arbitro:                                           | Paschal (Cherson) |               |                |                                                               |

| Arbitro: | Kopievs'kyj (Kropyvnyc'kyj) |

|                                                  |           |           |
| Cyhankov 48’ (rig.) Šaparenko 87’ Suprjaha 90+5’ | Marcatori | 62’ Čelić |

| Arbitro: | Romanov (Dnipro) |

|  |           |                                                            |
|  | Marcatori | 36’ Andrijevs'kyj 41’ Cyhankov 59’ Verbič 69’ (aut.) Matić |

| Arbitro: | Monzul' (Charkiv) |

|            |           |              |
| Verbič 74’ | Marcatori | 65’ Kočerhin |

| Arbitro: | Paschal (Cherson) |

|  |           |                           |
|  | Marcatori | 30’ de Pena 90’ Rodrigues |

| Arbitro: | Kozyrjac'kyj (Zaporižžja) |

|          |           |  |
| Popov 1’ | Marcatori |  |

| Arbitro: | Kryvuškin (Charkiv) |

|               |           |                                 |
| Nazarenko 22’ | Marcatori | 35’ (aut.) Adamjuk 44’ Cyhankov |

| Arbitro: | Monzul' (Charkiv) |

|  |           |                                              |
|  | Marcatori | 34’ Moraes 66’ Marcos Antônio 73’ A. Patrick |

| Arbitro: | Kozyrjac'kyj (Zaporižžja) |

|  |           |                          |
|  | Marcatori | 15’ Harmaš 80’ Šaparenko |

| Arbitro: | Ivanov (Makiïvka) |

|                         |           |  |
| Cyhankov 13’ Verbič 36’ | Marcatori |  |

| Arbitro: | Kovalenko (Poltava) |

|               |           |                        |
| Topalov 90+4’ | Marcatori | 6’ Harmaš 77’ Cyhankov |

| Arbitro: | Paschal (Cherson) |

|                          |           |                                  |
| Cyhankov 74’ (rig.), 84’ | Marcatori | 48’ (rig.) Selezn'ov 88’ Antjuch |

#### Girone di ritorno
| Arbitro: | Kozyrjac'kyj (Zaporižžja) |

|                                    |           |               |
| Bjesjedin 30’, 90’ Bujal's'kij 77’ | Marcatori | 20’ Alvarenga |

| Arbitro: | Paschal (Cherson) |

|                 |           |                       |
| Budkivs'kyj 53’ | Marcatori | 90+2’ (rig.) Cyhankov |

| Arbitro: | Kryvuškin (Charkiv) |

|         |           |                                                            |
| Nyč 69’ | Marcatori | 1’ Bjesjedin 36’ (rig.) Cyhankov 52’ Kędziora 90’ Ljednjev |

| Arbitro: | Monzul' (Charkiv) |

|                                               |           |  |
| Sydorčuk 52’ de Pena 56’ Rodrigues 90’ (rig.) | Marcatori |  |

| Arbitro: | Ivanov (Makiïvka) |

|  |           |                            |
|  | Marcatori | 55’ Bjesjedin 59’ Sydorčuk |

| Arbitro: | Kozyrjac'kyj (Zaporižžja) |

|                                |           |  |
| Karavajev 59’, 90’ Sidcley 86’ | Marcatori |  |

| Arbitro: | Kryvuškin (Charkiv) |

|            |           |                                    |
| Sitalo 14’ | Marcatori | 35’ (rig.) Šaparenko 90’ Rodrigues |

| Arbitro: | Paschal (Cherson) |

|                            |           |  |
| Mykolenko 58’ Sydorčuk 68’ | Marcatori |  |

| Arbitro: | Monzul' (Charkiv) |

|  |           |                    |
|  | Marcatori | 34’ (rig.) de Pena |

| Arbitro: | Balakin (Kiev) |

|                                                       |           |  |
| Zabarnyj 4’ Bjesjedin 14’ Cyhankov 48’, 70’ Popov 82’ | Marcatori |  |

| Arbitro: | Kopievs'kyj (Kropyvnyc'kyj) |

|                  |           |                                                    |
| Kulač 24’ (rig.) | Marcatori | 6’, 15’ (31) Bujal's'kij 65’ Rodrigues 84’ Sidcley |

| Mariupol' 5 maggio 2021, ore 14:00 EEST 25ª giornata | Dinamo Kiev         | 0 – 0 referto | Mariupol' | Stadio Volodymyr Bojko (869 spett.)\| Arbitro: \| Kovalenko (Poltava) \| |
| Arbitro:                                             | Kovalenko (Poltava) |               |           |                                                                          |

| Arbitro: | Omel'čenko (Slov"jans'k) |

|  |           |                                        |
|  | Marcatori | 45’ Harmaš 57’ Šaparenko 64’ Mykolenko |

### Coppa d'Ucraina
| Arbitro: | Šurman (Vyšneve) |

|                                                               |                      |                                                |
| Šaparenko Suprjaha Rodrigues Ljednjev Karavajev Andrijevs'kyj | Tiri di rigore 4 – 3 | Orichovs'kyj Petrov Mil'ko Zadoja Havryš Il'ïn |

| Arbitro: | Kozyrjac'kyj (Zaporižžja) |

|  |           |                                            |
|  | Marcatori | 45’ Ljednjev 67’ Bjesjedin 81’ Bujal's'kij |

| Arbitro: | Ivanov (Makiïvka) |

|              |           |  |
| Cyhankov 98’ | Marcatori |  |

### Champions League

#### Qualificazioni
| Arbitro: | Grinfeld |

|                             |           |  |
| Rodrigues 50’ Šaparenko 87’ | Marcatori |  |

#### Spareggi
| Arbitro: | Hațegan |

|                 |           |                         |
| Kleindienst 41’ | Marcatori | 9’ Suprjaha 79’ de Pena |

| Arbitro: | Marciniak |

|                                                        |           |  |
| Bujal's'kij 9’ de Pena 36’ (rig.) Rodrigues 49’ (rig.) | Marcatori |  |

#### Fase a gironi
| Arbitro: | Haţegan |

|  |           |                 |
|  | Marcatori | 46’, 84’ Morata |

| Arbitro: | Dingert |

|                    |           |                                 |
| Nguen 59’ Boli 90’ | Marcatori | 28’ (rig.) Cyhankov 41’ de Pena |

| Arbitro: | Oliver |

|                           |           |              |
| Messi 5’ (rig.) Piqué 65’ | Marcatori | 75’ Cyhankov |

| Arbitro: | Jug |

|  |           |                                                      |
|  | Marcatori | 52’ Dest 57’, 70’ (rig.) Braithwaite 90+2’ Griezmann |

| Arbitro: | Frappart |

|                                   |           |  |
| Chiesa 21’ Ronaldo 57’ Morata 66’ | Marcatori |  |

| Arbitro: | Ekberg |

|           |           |  |
| Popov 60’ | Marcatori |  |

### Europa League

#### Fase a eliminazione diretta
| Arbitro: | Gestranius |

|                 |           |             |
| Bujal's'kij 62’ | Marcatori | 67’ Mechele |

| Arbitro: | Jovanović |

|  |           |                 |
|  | Marcatori | 83’ Bujal's'kij |

| Arbitro: | Oliver |

|  |           |                           |
|  | Marcatori | 30’ Pau Torres 52’ Albiol |

| Arbitro: | Ekberg |

|                 |           |  |
| Gerard 13’, 36’ | Marcatori |  |

### Supercoppa
| Arbitro: | Romanov (Dnipro) |

|            |           |                                        |
| Moraes 37’ | Marcatori | 20’ de Pena 31’ Rodrigues 83’ Fran Sol |

## Statistiche

### Statistiche di squadra
| Competizione         | Punti | In casa | In casa | In casa | In casa | In casa | In casa | In trasferta | In trasferta | In trasferta | In trasferta | In trasferta | In trasferta | Totale | Totale | Totale | Totale | Totale | Totale | DR  |
| Competizione         | Punti | G       | V       | N       | P       | Gf      | Gs      | G            | V            | N            | P            | Gf           | Gs           | G      | V      | N      | P      | Gf     | Gs     | DR  |
| -------------------- | ----- | ------- | ------- | ------- | ------- | ------- | ------- | ------------ | ------------ | ------------ | ------------ | ------------ | ------------ | ------ | ------ | ------ | ------ | ------ | ------ | --- |
| Prem"jer-liha        | 65    | 13      | 8       | 4       | 1       | 25      | 8       | 13           | 12           | 1            | 0            | 34           | 7            | 26     | 20     | 5      | 1      | 58     | 15     | +44 |
| Coppa d'Ucraina      | -     | 1       | 0       | 1       | 0       | 0       | 0       | 1            | 1            | 0            | 0            | 3            | 0            | 3      | 2      | 1      | 0      | 4      | 0      | +4  |
| Champions League     | 4     | 5       | 3       | 0       | 2       | 6       | 6       | 4            | 1            | 1            | 2            | 5            | 8            | 9      | 4      | 1      | 4      | 11     | 14     | -3  |
| Europa League        | -     | 2       | 0       | 1       | 1       | 1       | 3       | 2            | 1            | 0            | 1            | 1            | 2            | 4      | 1      | 1      | 2      | 2      | 5      | -3  |
| Supercoppa d'Ucraina | -     | -       | -       | -       | -       | -       | -       | -            | -            | -            | -            | -            | -            | 1      | 1      | 0      | 0      | 3      | 1      | +2  |
| Totale               | -     | 21      | 11      | 6       | 4       | 32      | 17      | 20           | 15           | 2            | 3            | 43           | 17           | 44     | 28     | 7      | 8      | 79     | 35     | +44 |

### Andamento in campionato
| Giornata  | 1 | 2 | 3 | 4 | 5 | 6 | 7 | 8 | 9 | 10 | 11 | 12 | 13 | 14 | 15 | 16 | 17 | 18 | 19 | 20 | 21 | 22 | 23 | 24 | 25 | 26 |
| --------- | - | - | - | - | - | - | - | - | - | -- | -- | -- | -- | -- | -- | -- | -- | -- | -- | -- | -- | -- | -- | -- | -- | -- |
| Luogo     | T | C | C | T | C | T | C | T | C | T  | C  | T  | C  | C  | T  | T  | C  | T  | C  | T  | C  | T  | C  | T  | C  | T  |
| Risultato | V | N | V | V | N | V | V | V | P | V  | V  | V  | N  | V  | N  | V  | V  | V  | V  | V  | V  | V  | V  | V  | N  | V  |
| Posizione | 2 | 2 | 2 | 1 | 1 | 1 | 1 | 1 | 1 | 1  | 1  | 1  | 1  | 1  | 1  | 1  | 1  | 1  | 1  | 1  | 1  | 1  | 1  | 1  | 1  | 1  |

Legenda:

Luogo: C = Casa; T = Trasferta. Risultato: V = Vittoria; N = Pareggio; P = Sconfitta.

### Statistiche dei giocatori
In corsivo i calciatori che hanno lasciato la squadra a stagione in corso.
| Giocatore        | Prem"jer-liha | Prem"jer-liha | Prem"jer-liha | Prem"jer-liha | Coppa d'Ucraina | Coppa d'Ucraina | Coppa d'Ucraina | Coppa d'Ucraina | Champions League+ Europa League | Champions League+ Europa League | Champions League+ Europa League | Champions League+ Europa League | Supercoppa d'Ucraina | Supercoppa d'Ucraina | Supercoppa d'Ucraina | Supercoppa d'Ucraina | Totale   | Totale | Totale      | Totale     |
| Giocatore        | Presenze      | Reti          | Ammonizioni   | Espulsioni    | Presenze        | Reti            | Ammonizioni     | Espulsioni      | Presenze                        | Reti                            | Ammonizioni                     | Espulsioni                      | Presenze             | Reti                 | Ammonizioni          | Espulsioni           | Presenze | Reti   | Ammonizioni | Espulsioni |
| ---------------- | ------------- | ------------- | ------------- | ------------- | --------------- | --------------- | --------------- | --------------- | ------------------------------- | ------------------------------- | ------------------------------- | ------------------------------- | -------------------- | -------------------- | -------------------- | -------------------- | -------- | ------ | ----------- | ---------- |
| O. Andrijevs'kyj | 14            | 1             | 1             | 0             | 1               | 0               | 0               | 0               | 5+3                             | 0+0                             | 0+0                             | 0+0                             | 1                    | 0                    | 0                    | 0                    | 24       | 1      | 1           | 0          |
| T. Băluță        | 1             | 0             | 0             | 0             | 0               | 0               | 0               | 0               | 2+0                             | 0+0                             | 0+0                             | 0+0                             | -                    | -                    | -                    | -                    | 3        | 0      | 0           | 0          |
| A. Bjesjedin     | 12            | 5             | 3             | 0             | 3               | 1               | 0               | 0               | 0+3                             | 0+0                             | 0+1                             | 0+0                             | 0                    | 0                    | 0                    | 0                    | 18       | 6      | 4           | 0          |
| D. Bojko         | 1             | -0            | 1             | 0             | 3               | -0              | 0               | 0               | 1+0                             | -2+0                            | 0+0                             | 0+0                             | 0                    | -0                   | 0                    | 0                    | 5        | -2     | 1           | 0          |
| V. Bujal's'kij   | 20            | 5             | 3             | 0             | 3               | 1               | 0               | 0               | 7+4                             | 1+2                             | 3+0                             | 0+0                             | 1                    | 0                    | 0                    | 0                    | 35       | 9      | 6           | 0          |
| M. Burda         | 0             | 0             | 0             | 0             | 0               | 0               | 0               | 0               | 0+0                             | 0+0                             | 0+0                             | 0+0                             | 0                    | 0                    | 0                    | 0                    | 0        | 0      | 0           | 0          |
| H. Buščan        | 23            | -11           | 0             | 0             | 0               | -0              | 0               | 0               | 7+4                             | -10+-5                          | 0+0                             | 0+0                             | 1                    | -1                   | 0                    | 0                    | 35       | -27    | 0           | 0          |
| H. Citaišvili    | 4             | 0             | 0             | 0             | -               | -               | -               | -               | 0+-                             | 0+-                             | 0+-                             | 0+-                             | 0                    | 0                    | 0                    | 0                    | 4        | 0      | 0           | 0          |
| Clayton          | 1             | 0             | 0             | 0             | 0               | 0               | 0               | 0               | 0+0                             | 0+0                             | 0+0                             | 0+0                             | -                    | -                    | -                    | -                    | 1        | 0      | 0           | 0          |
| V. Cyhankov      | 20            | 12            | 1             | 0             | 3               | 1               | 0               | 0               | 7+4                             | 2+0                             | 0+0                             | 0+0                             | 0                    | 0                    | 0                    | 0                    | 34       | 15     | 1           | 0          |
| C. de Pena       | 19            | 3             | 3             | 1             | 2               | 0               | 1               | 0               | 9+2                             | 3+0                             | 1+0                             | 0+0                             | 1                    | 1                    | 0                    | 0                    | 33       | 7      | 5           | 1          |
| M. Duelund       | 4             | 0             | 0             | 0             | 0               | 0               | 0               | 0               | 0+0                             | 0+0                             | 0+0                             | 0+0                             | 0                    | 0                    | 0                    | 0                    | 4        | 0      | 0           | 0          |
| Fran Sol         | 2             | 0             | 0             | 0             | -               | -               | -               | -               | 0+-                             | 0+-                             | 0+-                             | 0+-                             | 1                    | 1                    | 0                    | 0                    | 3        | 1      | 0           | 0          |
| D. Harmaš        | 12            | 3             | 1             | 0             | 1               | 0               | 0               | 0               | 5+0                             | 0+0                             | 1+0                             | 0+0                             | 0                    | 0                    | 0                    | 0                    | 18       | 3      | 2           | 0          |
| O. Karavajev     | 23            | 2             | 1             | 0             | 3               | 0               | 0               | 0               | 7+3                             | 0+0                             | 0+0                             | 0+0                             | 1                    | 0                    | 1                    | 0                    | 37       | 2      | 2           | 0          |
| T. Kędziora      | 25            | 1             | 6             | 0             | 1               | 0               | 1               | 0               | 9+4                             | 0+0                             | 1+0                             | 0+0                             | 1                    | 0                    | 0                    | 0                    | 40       | 1      | 8           | 0          |
| V. Kostevyč      | 0             | 0             | 0             | 0             | 0               | 0               | 0               | 0               | 0+0                             | 0+0                             | 0+0                             | 0+0                             | -                    | -                    | -                    | -                    | 0        | 0      | 0           | 0          |
| A. Kravec'       | 1             | 0             | 0             | 0             | -               | -               | -               | -               | 0+-                             | 0+-                             | 0+-                             | 0+-                             | 0                    | 0                    | 0                    | 0                    | 1        | 0      | 0           | 0          |
| B. Ljednjev      | 12            | 1             | 0             | 0             | 2               | 1               | 0               | 0               | 5+1                             | 0+0                             | 0+0                             | 0+0                             | 1                    | 0                    | 0                    | 0                    | 21       | 2      | 0           | 0          |
| V. Mykolenko     | 22            | 2             | 2             | 0             | 3               | 0               | 0               | 0               | 7+4                             | 0+0                             | 0+1                             | 0+0                             | 0                    | 0                    | 0                    | 0                    | 36       | 2      | 3           | 0          |
| R. Neščeret      | 3             | -4            | 0             | 1             | 0               | 0               | 0               | 0               | 1+0                             | -2+0                            | 0+0                             | 0+0                             | 0                    | 0                    | 0                    | 0                    | 4        | -6     | 0           | 1          |
| D. Popov         | 15            | 2             | 5             | 0             | 2               | 0               | 1               | 0               | 6+2                             | 1+0                             | 1+0                             | 0+0                             | 0                    | 0                    | 0                    | 0                    | 25       | 3      | 7           | 0          |
| G. Rodrigues     | 22            | 4             | 3             | 0             | 3               | 0               | 1               | 0               | 8+4                             | 2+0                             | 2+0                             | 0+0                             | 1                    | 1                    | 0                    | 0                    | 38       | 7      | 6           | 0          |
| N. Rusyn         | 1             | 0             | 0             | 0             | -               | -               | -               | -               | 0+-                             | 0+-                             | 0+-                             | 0+-                             | 0                    | 0                    | 0                    | 0                    | 1        | 0      | 0           | 0          |
| A. Šabanov       | 1             | 0             | 0             | 0             | -               | -               | -               | -               | 1+-                             | 0+-                             | 0+-                             | 0+-                             | 0                    | 0                    | 0                    | 0                    | 2        | 0      | 0           | 0          |
| M. Šaparenko     | 24            | 4             | 2             | 1             | 3               | 0               | 1               | 0               | 8+3                             | 1+0                             | 0+1                             | 0+0                             | 1                    | 0                    | 1                    | 0                    | 39       | 5      | 5           | 1          |
| V. Šepeljev      | 19            | 0             | 1             | 1             | 1               | 0               | 0               | 0               | 5+4                             | 0+0                             | 1+0                             | 0+0                             | 0                    | 0                    | 0                    | 0                    | 29       | 0      | 2           | 1          |
| Sidcley          | 7             | 2             | 0             | 0             | 1               | 0               | 0               | 0               | -+1                             | -+0                             | -+0                             | -+0                             | -                    | -                    | -                    | -                    | 9        | 2      | 0           | 0          |
| V. Suprjaha      | 17            | 2             | 1             | 0             | 2               | 0               | 0               | 0               | 9+2                             | 1+0                             | 0+0                             | 0+0                             | 1                    | 0                    | 0                    | 0                    | 31       | 3      | 1           | 0          |
| S. Sydorčuk      | 21            | 3             | 6             | 1             | 3               | 0               | 1               | 0               | 7+4                             | 0+0                             | 0+1                             | 1+0                             | 1                    | 0                    | 0                    | 0                    | 36       | 3      | 8           | 2          |
| O. Syrota        | 10            | 0             | 0             | 0             | 2               | 0               | 1               | 0               | 0+3                             | 0+0                             | 0+0                             | 0+0                             | 1                    | 0                    | 0                    | 0                    | 16       | 0      | 1           | 0          |
| O. Tymčyk        | 4             | 0             | 0             | 0             | 2               | 0               | 0               | 0               | 0+0                             | 0+0                             | 0+0                             | 0+0                             | 1                    | 0                    | 0                    | 0                    | 7        | 0      | 0           | 0          |
| V. Vanat         | 1             | 0             | 0             | 0             | 0               | 0               | 0               | 0               | -+-                             | -+-                             | -+-                             | -+-                             | -                    | -                    | -                    | -                    | 1        | 0      | 0           | 0          |
| B. Verbič        | 12            | 3             | 1             | 0             | 0               | 0               | 0               | 0               | 9+0                             | 0+0                             | 0+0                             | 0+0                             | 0                    | 0                    | 0                    | 0                    | 21       | 3      | 1           | 0          |
| I. Zabarnyj      | 21            | 1             | 3             | 1             | 2               | 0               | 0               | 0               | 9+4                             | 0+0                             | 1+0                             | 0+0                             | 0                    | 0                    | 0                    | 0                    | 36       | 1      | 4           | 1          |